# Bertil Nordenskjöld
Bertil Fredrik Eugene "Nocke" Nordenskjöld, född 25 maj 1891 i Lilla Malma församling i Södermanlands län, död 17 mars 1975 i Högalids församling i Stockholm, var en svensk amatörfotbollsspelare (försvarare) som är en av endast tre Djurgårdsspelare som vunnit fyra SM-guld i fotboll.

## Karriär
Nordenskjöld var uttagen till den svenska fotbollstruppen i OS i Antwerpen 1920 där laget blev där oplacerat efter att ha vunnit en och förlorat två matcher. Nordenskjöld spelade i två av Sveriges tre matcher i turneringen.
Nordenskjöld tillhörde under sin klubbkarriär Djurgårdens IF där han bildade ett fruktat mittfält tillsammans med landslagskollegorna Ragnar Wicksell och Kalle "Köping" Gustafsson. Här vann han åren 1912-1920 4 SM-guld och är med det, tillsammans med Wicksell och senare Gösta "Knivsta" Sandberg, klubbens mesta SM-segrare genom tiderna. 
Nordenskjöld spelade under åren 1910-20 sammanlagt 8 landskamper.

## Meriter

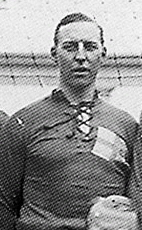
Nordenskjöld vid matchen mot Grekland i OS 1920

### I klubblag
Djurgårdens IF
- Svensk mästare (4): 1912, 1915, 1917, 1920

### I landslag
Sverige
- Uttagen till OS: 1920
- 8 landskamper, 0 mål